# 동계 올림픽에 참가한 열대 국가

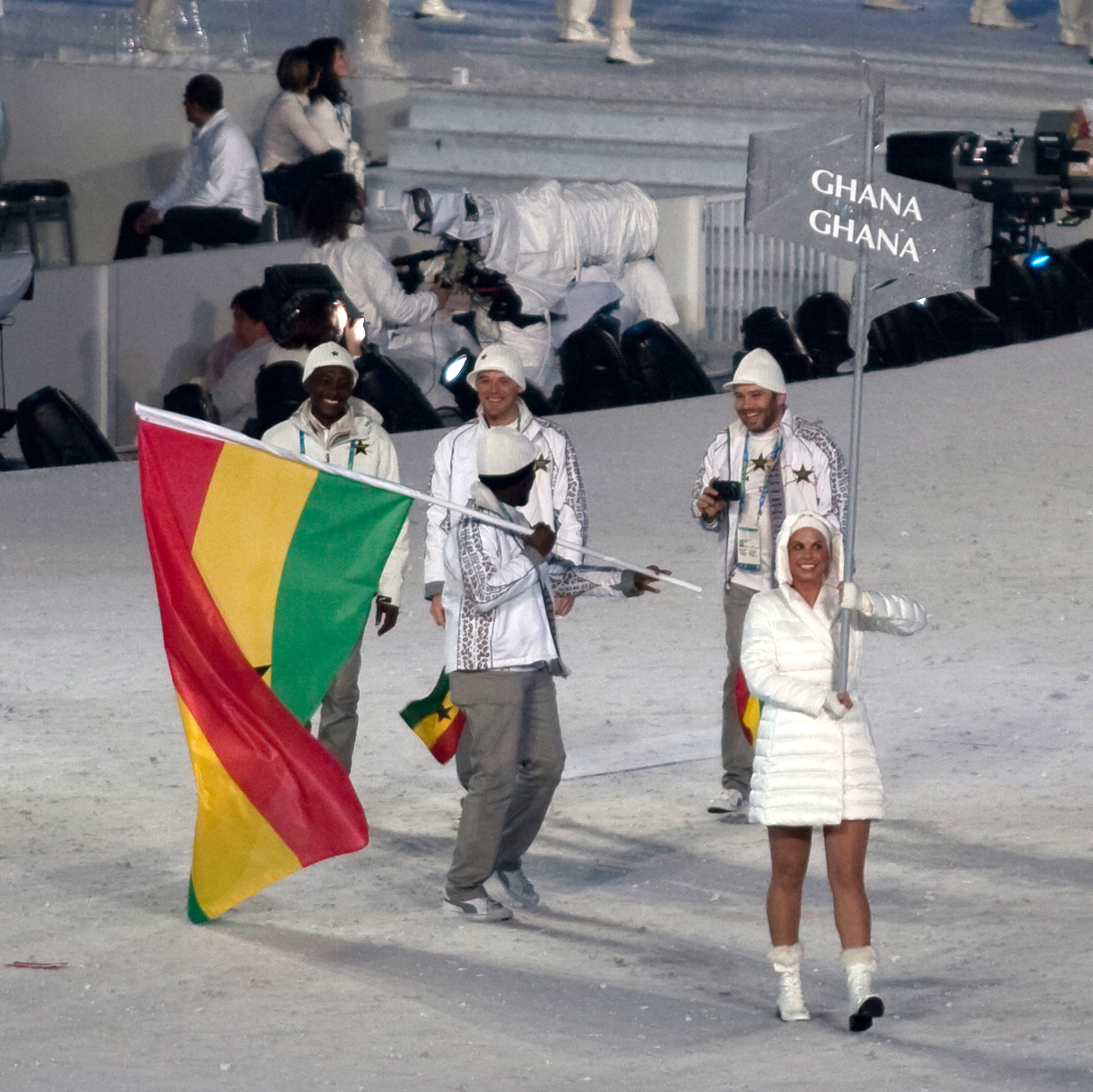
2010년 밴쿠버 동계 올림픽 개막식에서 입장하고 있는 가나 선수단

열대에 위치한 국가들은 기후의 특성상 겨울 스포츠에 관심이 없기 때문에 동계 올림픽에 참가하지 않는 경우가 많다. 현재까지 동계 올림픽에서 메달을 획득한 열대 국가는 아직 없다. 하지만 동계 올림픽에 참가하는 열대 국가들은 몇몇 언론들로부터 주목의 대상이 되기도 한다.

## 개요
동계 올림픽에서 최초로 참가한 온대 국가는 멕시코이다. 멕시코는 위도상으로 북회귀선의 북쪽에 위치하고 있고 국토의 대부분이 서안 해양성 기후, 스텝 기후에 속하기 때문에 열대 국가로 볼 수 없다. 하지만 1928년 장크트모리츠 동계 올림픽에 참가한 멕시코 남자 5인조 봅슬레이 대표팀은 전체 23개국 중에서 11위를 기록했다. 멕시코는 1984년 사라예보 동계 올림픽 대회까지 동계 올림픽에 참가하지 않았다.
동계 올림픽에서 최초로 참가한 열대 국가는 필리핀이다. 필리핀은 1972년 삿포로 동계 올림픽에서 2명의 알파인 스키 선수가 참가했다. 필리핀의 벤 나나스카(Ben Nanasca) 선수는 73명이 참가했던 대회전 경기에서 42위를 차지했고 후안 시프리아노(Juan Cipriano) 선수는 기권했다. 이들은 회전 경기에도 참가했지만 모두 기권했다.
1980년 레이크플래시드 동계 올림픽에 참가한 코스타리카는 동계 올림픽에 참가한 2번째 열대 국가가 되었다. 코스타리카의 알파인 스키 선수인 아르투로 킨치(Arturo Kinch) 선수는 이후에 열린 3차례의 동계 올림픽 대회에 참가했으며 2006년 토리노 동계 올림픽에서는 49세의 나이에 동계 올림픽 대회에 참가했다.
1988년 캘거리 동계 올림픽에서는 코스타리카, 피지, 괌, 과테말라, 자메이카, 네덜란드령 안틸레스, 필리핀, 푸에르토리코, 미국령 버진아일랜드 등 수많은 열대 국가가 참가했다. 특히 자메이카 봅슬레이 대표팀은 이 대회에서 주목을 받았는데 1993년에 개봉된 영화 《쿨러닝》(Cool Runnings)의 소재가 되기도 했다. 1994년 릴레함메르 동계 올림픽에 참가한 자메이카 남자 4인조 봅슬레이 대표팀은 미국, 러시아보다 높은 14위의 성적을 기록했다. 자메이카 태생의 봅슬레이 선수인 래셀스 브라운(Lascelles Brown) 선수는 2006년 토리노 동계 올림픽에서 캐나다 대표로 참가하여 은메달을 획득했다.
2006년 토리노 동계 올림픽에서는 에티오피아, 마다가스카르 선수단이 처음 참가했다. 2010년 밴쿠버 동계 올림픽에서는 케이맨 제도, 콜롬비아, 페루, 가나 선수단이 처음 참가했고 2014년 소치 동계 올림픽에서는 도미니카 연방, 파라과이, 동티모르, 토고, 통가, 짐바브웨 선수단이 처음 참가했다. 2018년 평창 동계 올림픽에서는 에콰도르, 에리트레아, 말레이시아, 나이지리아, 싱가포르 선수단이 처음 참가했다. 2022년 베이징 동계 올림픽에서는 아이티 선수단이 처음 참가했다.

## 동계 올림픽에 참가한 열대 국가 목록

열대 국가들이 빨간색으로 표시된 세계 지도

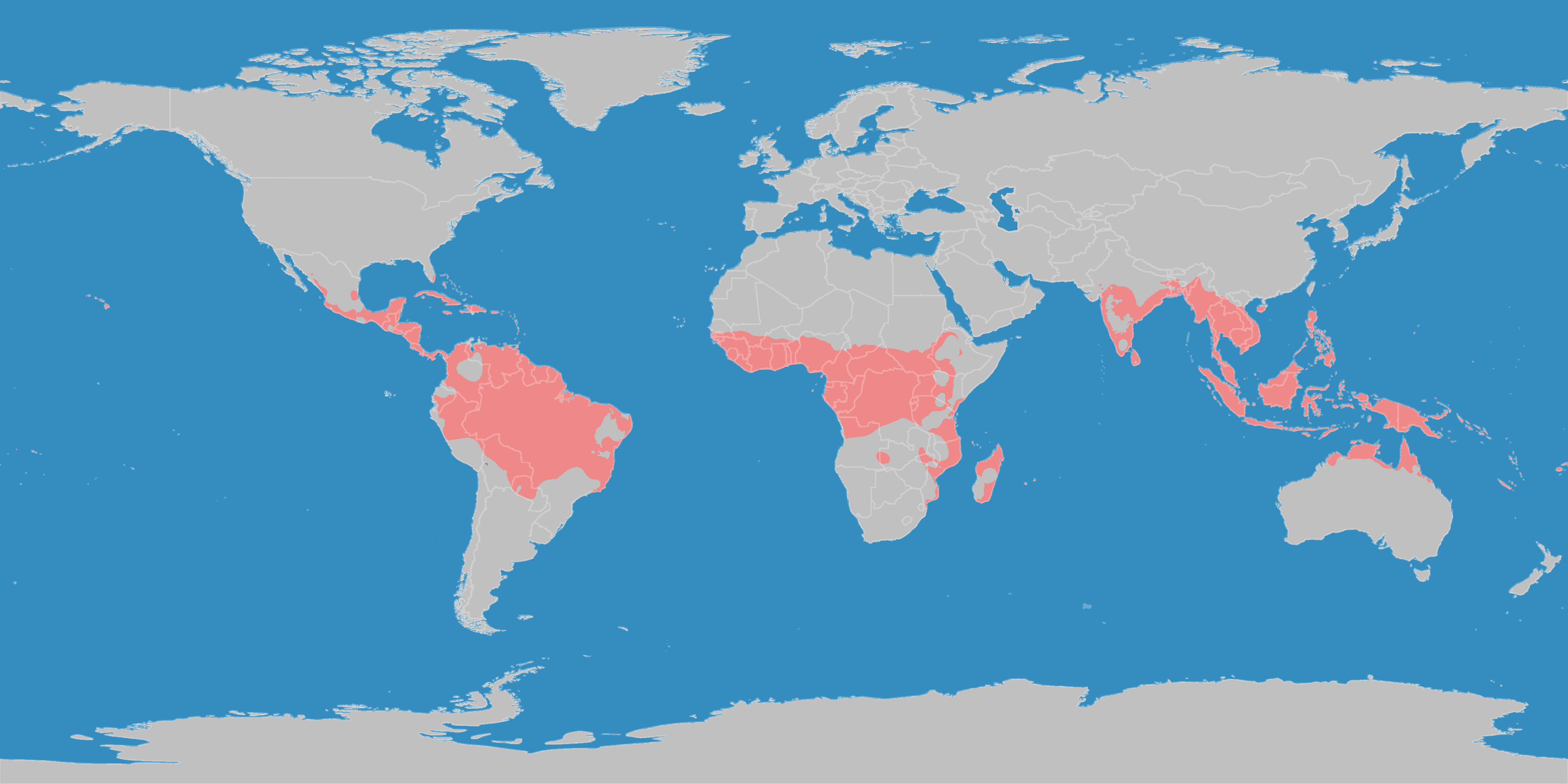
열대 국가들이 빨간색으로 표시된 세계 지도

다음은 국토의 전체 또는 대부분이 열대에 속하는 국가, 쾨펜의 기후 구분에서 열대 기후로 분류되는 국가 중에서 동계 올림픽에 참가한 기록을 갖고 있는 국가에 관한 목록이다. 여기에 명시된 연도는 해당 국가가 참가한 동계 올림픽의 개최 연도를 의미한다.
| 아프리카            |                                |
| 카메룬              | 2002                           |
| 에리트레아          | 2018 ~ 2022                    |
| 에티오피아          | 2006 ~ 2010                    |
| 가나                | 2010, 2018 ~ 2022              |
| 케냐                | 1998 ~ 2006, 2018              |
| 마다가스카르        | 2006, 2018 ~ 2022              |
| 나이지리아          | 2018 ~ 2022                    |
| 세네갈              | 1984, 1992 ~ 1994, 2006 ~ 2010 |
| 토고                | 2014 ~ 2018                    |
| 짐바브웨            | 2014                           |
|                     |                                |
| 아메리카            |                                |
| 볼리비아            | 1956, 1980 ~ 1992, 2018 ~ 2022 |
| 영국령 버진아일랜드 | 1984, 2014                     |
| 브라질              | 1992 ~ 2022                    |
| 케이맨 제도         | 2010 ~ 2014                    |
| 콜롬비아            | 2010, 2018 ~ 2022              |
| 코스타리카          | 1980 ~ 1992, 2006              |
| 도미니카 연방       | 2014                           |
| 에콰도르            | 2018 ~ 2022                    |
| 과테말라            | 1988                           |
| 아이티              | 2022                           |
| 온두라스            | 1992                           |
| 자메이카            | 1988 ~ 2002, 2010 ~ 2022       |
| 네덜란드령 안틸레스 | 1988 ~ 1992                    |
| 파라과이            | 2014                           |
| 페루                | 2010 ~ 2014                    |
| 푸에르토리코        | 1984 ~ 2002, 2018 ~ 2022       |
| 트리니다드 토바고   | 1994 ~ 2002, 2022              |
| 베네수엘라          | 1998 ~ 2006, 2014              |
| 미국령 버진아일랜드 | 1988 ~ 2006, 2014, 2022        |
|                     |                                |
| 오세아니아          |                                |
| 아메리칸사모아      | 1994, 2022                     |
| 피지                | 1988, 1994, 2002               |
| 괌                  | 1988                           |
| 통가                | 2014 ~ 2018                    |
|                     |                                |
| 아시아              |                                |
| 홍콩                | 2002 ~ 2022                    |
| 말레이시아          | 2018 ~ 2022                    |
| 필리핀              | 1972, 1988 ~ 1992, 2014 ~ 2022 |
| 싱가포르            | 2018                           |
| 태국                | 2002 ~ 2006, 2014 ~ 2022       |
| 동티모르            | 2014 ~ 2022                    |

아열대 기후와 같이 온난한 기후를 띠는 국가도 동계 올림픽에 참가한 기록을 갖고 있다. 오스트레일리아(극북이 열대에 위치함), 버뮤다, 중화 타이베이(대만), 에스와티니, 홍콩, 인도(히말라야산맥의 일부와 접함), 멕시코, 남아프리카 공화국, 우루과이 외에 북아프리카에 위치한 국가인 알제리, 이집트, 모로코가 이에 해당한다.

## 동계 패럴림픽
동계 패럴림픽에 참가한 기록을 갖고 있는 열대 국가는 우간다, 브라질, 푸에르토리코 3개국 뿐이다. 우간다 출신의 토피리 키부카(Tofiri Kibuuka) 선수는 1976년 동계 패럴림픽, 1980년 동계 패럴림픽 크로스컨트리 스키에서 우간다 대표로 참가했다. 키부카는 노르웨이 국적을 취득한 뒤부터 1984년 동계 패럴림픽에서 노르웨이 대표로 참가했다. 브라질은 2014년 동계 패럴림픽에 처음 참가했다. 푸에르토리코는 2022년 동계 패럴림픽에 처음 참가했다.
| 아프리카 |             |
| 우간다   | 1976 ~ 1980 |

| 아메리카     |             |
| 브라질       | 2014 ~ 2022 |
| 푸에르토리코 | 2022        |

## 동계 청소년 올림픽
다음은 동계 청소년 올림픽에 참가한 기록을 갖고 있는 열대 국가에 관한 목록이다.
| 아프리카          |                   |
| 에리트레아        | 2012              |
| 케냐              | 2016 ~ 2024       |
| 나이지리아        | 2024              |
|                   |                   |
| 아메리카          |                   |
| 브라질            | 2012 ~ 2024       |
| 케이맨 제도       | 2012              |
| 콜롬비아          | 2016 ~ 2024       |
| 에콰도르          | 2020              |
| 아이티            | 2020              |
| 자메이카          | 2016 ~ 2024       |
| 페루              | 2012              |
| 트리니다드 토바고 | 2020              |
|                   |                   |
| 아시아            |                   |
| 홍콩              | 2020 ~ 2024       |
| 말레이시아        | 2016 ~ 2020       |
| 필리핀            | 2012, 2020 ~ 2024 |
| 싱가포르          | 2020 ~ 2024       |
| 태국              | 2020 ~ 2024       |
| 동티모르          | 2016              |

## 같이 보기
- 동계 올림픽 참가국 목록